# Fiziokratizem
Fiziokratizem je gospodarska teorija, ki da prednost kmetijstvu v razsvetljenstvu. Nadomestil je merkantilizem in je značilen predvsem za Francijo v 18. stoletju. Fiziokrati so zahtevali odpravo fevdalne obveze in olajšanje kmečkega bremena. Od države so zahtevali podporo za izboljšanje poljedelske proizvodnje, odpravo monopolov in privilegijev ter svobodno gospodarstvo, kjer naj vlada načelo svobodne konkurence. Trdili so, da je le poljedelstvo tisto, ki ustvarja novo vrednost, medtem ko manufakture le predelujejo surovine, trgovina pa jih prodaja.
Pomembni fiziokrati:
- John Law
- François Quesnay
- Anne Robert Jacques Turgot
- Richard Cantillon
- Pierre le Pesant de Boisguilbert